# 鰯江町
鰯江町（いわしえちょう）は、愛知県愛西市の地名。字が4つある。

## 地理
旧佐屋町東部に位置する。東は大野町・蟹江町、西から南は善太新田町に接する。

### 字一覧
（五十音順・読みはyahoo!地図による）
- 郷裏（ごううら）
- 郷中（ごうなか）
- 郷西（ごうにし）
- 郷東（ごうひがし）

## 歴史

### 沿革
- 江戸時代 - 尾張国海東郡の尾張藩領佐屋代官所支配の鰯江新田村として所在[7]。
- 1889年（明治22年） - 合併に伴い、千秋村大字鰯江新田となる[7]。
- 1906年（明治39年） - 合併に伴い、永和村大字鰯江新田となる[7]。
- 1956年（昭和31年） - 合併に伴い、佐屋町大字鰯江新田となる[7]。
- 1981年（昭和56年） - 佐屋町大字鰯江新田の大部分が同町大字鰯江を編成[7]。鰯江新田は関西本線の線路敷に残る[7]。
- 2005年（平成17年）4月1日 - 合併に伴い、佐屋町大字鰯江が愛西市鰯江町となる。

## 世帯数と人口
2019年（令和元年）5月1日現在の世帯数と人口は以下の通りである。
| 町丁   | 世帯数  | 人口  |
| ------ | ------- | ----- |
| 鰯江町 | 247世帯 | 646人 |

### 人口の変遷
国勢調査による人口の推移
| 2005年（平成17年） | 730人 | [ 8 ]  |  |
| 2010年（平成22年） | 735人 | [ 9 ]  |  |
| 2015年（平成27年） | 697人 | [ 10 ] |  |

## 小・中学校の学区
市立小・中学校に通う場合、学区は以下の通りとなる。
| 番・番地等 | 小学校             | 中学校             |
| ---------- | ------------------ | ------------------ |
| 全域       | 愛西市立永和小学校 | 愛西市立永和中学校 |

## 交通

### バス
- 愛西市巡回バス（2020年4月1日現在）[12]

|    | 停留所名 | ルート |
| -- | -------- | ------ |
| 38 | 鰯江北   | 佐屋東 |
| 39 | 鰯江南   | 佐屋東 |

## 施設
- 浄土宗西光寺[5]
- 神明社・八剣社合殿[5]

## その他

### 日本郵便
- 郵便番号 : 496-0923[3]（集配局：津島郵便局[13]）。